# Concistori di papa Gregorio XIII

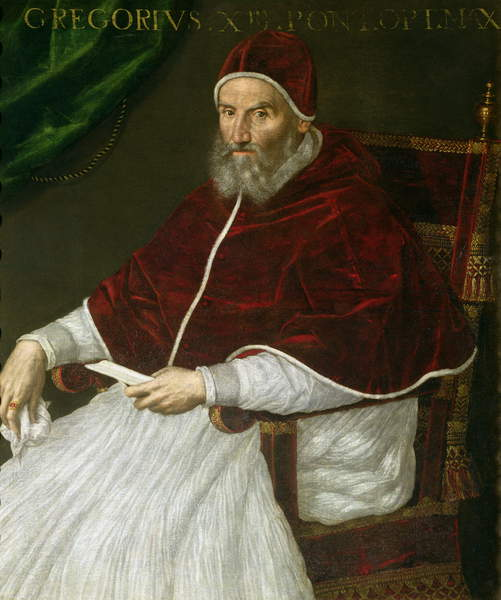
Gregorio XIII

Questa voce raccoglie l'elenco completo dei concistori per la creazione di nuovi cardinali presieduti da papa Gregorio XIII, con l'indicazione di tutti i cardinali creati (34 nuovi cardinali in 8 concistori).
I nomi sono posti in ordine di creazione.

## 2 giugno 1572 (I)
- Filippo Boncompagni, nipote di Sua Santità, chierico di Bologna; creato cardinale presbitero di San Sisto (morto nel giugno 1586)

Molte fonti riferiscono che Antal Verancsics, arcivescovo di Strigonio, venne creato cardinale in un concistoro svoltosi il 5 giugno 1573, ma che morì dieci giorni dopo, prima di averne notizia e poter accettare la nomina.

## 5 luglio 1574 (II)
- Filippo Guastavillani, nipote di Sua Santità, chierico di Bologna; creato cardinale diacono di Santa Maria Nuova (morto nell'agosto 1587)

## 19 novembre 1576 (III)
- Andrea d'Austria, figlio di Ferdinando II, arciduca d'Austria; creato cardinale diacono di Santa Maria Nuova (morto nel novembre 1600)

## 3 marzo 1577 (IV)
- Alberto d'Austria, figlio dell'imperatore Massimiliano II d'Asburgo; creato cardinale diacono di Santa Croce in Gerusalemme (pro illa vice) (morto nel luglio 1621)

## 21 febbraio 1578 (V)
- Alessandro Riario, patriarca titolare di Alessandria dei Latini; creato cardinale presbitero di Santa Maria in Ara Coeli (morto nel luglio 1585)
- Claude de la Baume, arcivescovo di Besançon; creato cardinale presbitero di Santa Pudenziana (morto nel giugno 1584)
- Luigi II di Guisa, arcivescovo eletto di Reims; creato cardinale presbitero (morto nel dicembre 1588, senza essersi mai recato a Roma per ricevere il titolo)
- Gerard van Groesbeeck, principe-vescovo di Liegi; creato cardinale presbitero (morto nel dicembre 1580, senza essersi mai recato a Roma per ricevere il titolo)
- Pedro de Deza Manuel, uditore del Tribunale dell'Inquisizione, presidente del Consiglio di Valladolid; creato cardinale presbitero di San Ciriaco alle Terme (morto nell'agosto 1600)
- Fernando de Toledo Oropesa, presbitero spagnolo; creato cardinale, comunicò la sua rinuncia alla nomina il 5 maggio, ritenendosene indegno; il Papa l'annullò il 4 luglio (morto nel 1590)
- René de Birague, vescovo eletto di Lodève, cancelliere del Regno di Francia; creato cardinale presbitero (morto nel novembre 1583, senza essersi mai recato a Roma per ricevere il titolo)
- Carlo II di Lorena-Vaudémont, cognato di Enrico III, re di Francia; creato cardinale diacono di Santa Maria in Domnica (diaconia conferita nel giugno 1585) (morto nell'ottobre 1587)
- Giovanni Vincenzo Gonzaga, O.S.Io.Hieros., priore di Barletta; creato cardinale diacono di San Giorgio in Velabro (morto nel dicembre 1591)

## 15 dicembre 1578 (VI)
- Gaspar de Quiroga y Vela, arcivescovo di Toledo; creato cardinale presbitero di Santa Balbina (morto nel novembre 1594)

## 12 dicembre 1583 (VII)
- Giovanni Antonio Facchinetti de Nuce, senior, patriarca titolare di Gerusalemme dei Latini; creato cardinale presbitero dei Santi Quattro Coronati; poi eletto papa con il nome di Innocenzo IX il 29 ottobre 1591 (morto due mesi dopo la sua elezione, il 30 dicembre)
- Giovanni Battista Castagna, arcivescovo emerito di Rossano, nunzio apostolico; creato cardinale presbitero di San Marcello; poi eletto papa con il nome di Urbano VII il 15 settembre 1590 (morto dodici giorni dopo la sua elezione, il 27 settembre, senza riuscire ad essere incoronato)
- Alessandro Ottaviano de' Medici, ambasciatore del Granduca di Toscana presso la Santa Sede, arcivescovo di Firenze; creato cardinale presbitero di San Ciriaco alle Terme; eletto papa con il nome di Leone XI il 1º aprile 1605 (morto ventisei giorni dopo la sua elezione, il 27 aprile)
- Rodrigo de Castro Osorio, arcivescovo di Siviglia; creato cardinale presbitero dei Santi XII Apostoli (titolo conferito nel maggio 1585) (morto nel settembre 1600)
- François de Joyeuse, arcivescovo eletto di Narbona; creato cardinale presbitero di San Silvestro in Capite (titolo conferito nel maggio 1585) (morto nell'agosto 1615)
- Michele della Torre, vescovo di Ceneda (Vittorio Veneto); creato cardinale presbitero (morto nel febbraio 1586, senza aver mai ricevuto il titolo cardinalizio)
- Giulio Canani, vescovo di Adria; creato cardinale presbitero di Sant'Eusebio (titolo conferito nel novembre 1584) (morto nel novembre 1592)
- Niccolò Sfondrati, vescovo di Cremona; creato cardinale presbitero di Santa Cecilia; poi eletto papa con il nome di Gregorio XIV il 5 dicembre 1590 (morto nell'ottobre 1591)
- Antonmaria Salviati, vescovo emerito di Saint-Papoul, nunzio apostolico emerito in Francia; creato cardinale diacono di Santa Maria in Aquiro (morto nell'aprile 1602)
- Agostino Valier, vescovo di Verona, prefetto della S.C. dell'Indice; creato cardinale presbitero di San Marco (titolo conferito nel gennaio 1585) (morto nel maggio 1606)
- Vincenzo Lauro, vescovo di Mondovì, nunzio apostolico nel Ducato di Savoia; creato cardinale presbitero di Santa Maria in Via (titolo conferito nel maggio 1585) (morto nel dicembre 1592)
- Filippo Spinola, vescovo di Nola; creato cardinale presbitero di Santa Sabina (morto nell'agosto 1593)
- Alberto Bolognetti, vescovo di Massa Marittima, nunzio apostolico nel Regno di Polonia; creato cardinale presbitero (morto nel maggio 1585, senza aver mai ricevuto il titolo)
- Jerzy Radziwiłł, vescovo di Vilnius; creato cardinale presbitero di San Sisto (titolo conferito nel luglio 1586) (morto nel gennaio 1600)
- Matthieu Cointerel, datario apostolico, canonico della Basilica Vaticana; creato cardinale presbitero di Santo Stefano al Monte Celio (morto nel novembre 1585)
- Simeone Tagliavia d'Aragona, abate; creato cardinale diacono di Santa Maria degli Angeli (diaconia conferita pro illa vice nel maggio 1585) (morto nel maggio 1604)
- Scipione Lancellotti, uditore della Sacra Rota Romana; creato cardinale presbitero di San Simeone profeta (morto nel giugno 1598)
- Carlo II di Borbone-Vendôme, arcivescovo coadiutore di Rouen; creato cardinale diacono (morto nel luglio 1594, senza essersi mai recato a Roma per ricevere la diaconia)
- Francesco Sforza, pronipote di papa Paolo III, chierico di Roma; creato cardinale diacono di San Giorgio in Velabro (morto nel settembre 1624)

## 4 luglio 1584 (VIII)
- Andrzej Batory, ambasciatore di Polonia presso la Santa Sede, protonotario apostolico; creato cardinale diacono di Sant'Adriano al Foro (morto nell'ottobre 1599)

## Fonti
- (EN) Current and historical information about the Bishops and Dioceses of the Catholic Hierarchy around the world, su catholic-hierarchy.org.
- (EN) Salvador Miranda, Gregory XIII, su fiu.edu – The Cardinals of the Holy Roman Church, Florida International University. URL consultato il 31 luglio 2015.